# Rekorde der bemannten Raumfahrt
Diese Liste führt alle Rekorde der bemannten Raumfahrt für die folgenden Kategorien auf:
- längste Zeit im Weltraum (für einen einzelnen Flug bzw. für alle Flüge des Raumfahrers),
- längste Zeit auf dem Mond,
- die meisten Raumflüge,
- Weltraumausstiege (EVAs) nach Anzahl und Dauer,
- maximal erreichte Geschwindigkeiten und Entfernungen,
- die ältesten Menschen im All,
- die meisten Personen gleichzeitig im All,
- sonstiges

## Flugdauer

### Längste Gesamtzeit im Weltraum

#### Derzeitige Rangliste nach Raumfahrern
| Dauer     | Name                | Land                  | Anzahl Flüge | Jahre     |
| --------- | ------------------- | --------------------- | ------------ | --------- |
| 1110 Tage | Oleg Kononenko      | Russland              | 5            | 2008–2024 |
| 878 Tage  | Gennadi Padalka     | Russland              | 5            | 1998–2015 |
| 827 Tage  | Juri Malentschenko  | Russland              | 6            | 1994–2016 |
| 803 Tage  | Sergei Krikaljow    | Sowjetunion/ Russland | 6            | 1988–2005 |
| 769 Tage  | Alexander Kaleri    | Russland              | 5            | 1992–2011 |
| 747 Tage  | Sergei Awdejew      | Russland              | 3            | 1992–1999 |
| 709 Tage  | Anton Schkaplerow   | Russland              | 4            | 2011–2022 |
| 695 Tage  | Peggy Whitson       | Vereinigte Staaten    | 5            | 2002–2025 |
| 678 Tage  | Waleri Poljakow     | Sowjetunion/ Russland | 2            | 1988–1995 |
| 672 Tage  | Fjodor Jurtschichin | Russland              | 5            | 2002–2017 |

Quelle: 
Die Liste, die von sowjetischen/russischen Raumfahrern dominiert wird, zeigt, dass Langzeitaufenthalte an Bord von Raumstationen lange Zeit eine Domäne der sowjetischen/russischen Raumfahrt waren und noch sind. Auf Platz 8 kommt mit Peggy Whitson eine ehemalige NASA-Astronautin. Der höchstplatzierte Astronaut nicht von der UdSSR/Russland oder den USA ist der Japaner Kōichi Wakata mit 504 Tagen, dahinter kommen der Franzose Thomas Pesquet mit 396 Tagen, der Chinese Ye Guangfu mit 374 Tagen die Italienerin Samantha Cristoforetti mit 370 Tagen, der Italiener Luca Parmitano mit 366 Tagen, der Japaner Satoshi Furukawa mit ebenfalls 366 Tagen, die Deutschen Alexander Gerst mit 362 Tagen sowie Thomas Reiter mit 350 Tagen. Ein Grund für diese russische Dominanz sind die unterschiedlichen Strahlenschutzgrenzwerte der einzelnen Nationen.

#### Geschichtliche Entwicklung
Am Anfang der bemannten Raumfahrt war noch unklar, wie lange sich ein Mensch im Weltraum aufhalten kann. Bereits der zweite Raumfahrer, German Titow, litt an der Raumkrankheit. Außerdem zeigten Flüge mit Hunden, die über mehrere Wochen dauerten, dass sich die Knochen signifikant abbauen. Erst mit der systematischen Untersuchung des Phänomens und einem gezielten Training waren längere Aufenthaltszeiten im All möglich.
Es zeigte sich außerdem, dass sich der Körper bei wiederholten Flügen besser an die Schwerelosigkeit gewöhnen kann.
| Datum (letzte Landung) | Dauer             | Name                                    | Flüge | Bemerkung                                                                           |
| ---------------------- | ----------------- | --------------------------------------- | --- | ----------------------------------------------------------------------------------- |
| 12. April 1961         | 000 d 01 h 48 min | Juri Gagarin                            | Wostok 1 | erster bemannter Raumflug                                                           |
| 07. August 1961        | 001 d 01 h        | German Titow                            | Wostok 2 | litt als Erster an Raumkrankheit                                                    |
| 15. August 1962        | 003 d 22 h        | Andrijan Nikolajew                      | Wostok 3 |                                                                                     |
| 19. Juni 1963          | 004 d 23 h        | Waleri Bykowski                         | Wostok 5 | letzter Rekord für einen Soloflug                                                   |
| 29. August 1965        | 009 d 09 h        | Gordon Cooper                           | Mercury-Atlas 9, Gemini 5 | erster Rekord durch einen USA-Astronauten                                           |
| 18. Dezember 1965      | 013 d 18 h        | Frank Borman Jim Lovell                 | Gemini 7 |                                                                                     |
| 15. November 1966      | 017 d 17 h        | Jim Lovell                              | Gemini 7, Gemini 12 |                                                                                     |
| 21. Dezember 1968      | 023 d 20 h        | Jim Lovell                              | Gemini 7, Gemini 12, Apollo 8 |                                                                                     |
| 17. April 1970         | 029 d 19 h        | Jim Lovell                              | Gemini 7, Gemini 12, Apollo 8, Apollo 13 | erster Mensch mit vier Raumflügen                                                   |
| 22. Juni 1973          | 049 d             | Pete Conrad                             | Gemini 5, Gemini 11, Apollo 12, Skylab 2 |                                                                                     |
| 25. September 1973     | 069 d             | Alan Bean                               | Apollo 12, Skylab 3 |                                                                                     |
| 08. Februar 1974       | 084 d             | Gerald Carr Edward Gibson William Pogue | Skylab 4 | letzter Rekord durch einen USA-Astronauten                                          |
| 16. März 1978          | 125 d             | Georgi Gretschko                        | Sojus 17, Saljut 6 EO-1: Sojus 26/Sojus 27 |                                                                                     |
| 02. November 1978      | 141 d             | Wladimir Kowaljonok                     | Sojus 25, Saljut 6 EO-2: Sojus 29/Sojus 31 |                                                                                     |
| 19. August 1979        | 177 d             | Waleri Rjumin                           | Sojus 25, Saljut 6 EO-3: Sojus 32/Sojus 34 |                                                                                     |
| 11. Oktober 1980       | 361 d             | Waleri Rjumin                           | Sojus 25, Saljut 6 EO-3: Sojus 32/Sojus 34, Saljut 6 EO-4: Sojus 35/Sojus 37 |                                                                                     |
| 16. Juli 1986          | 374 d             | Leonid Kisim                            | Sojus T-3, Sojus T-10 / Sojus T-11, Sojus T-15 |                                                                                     |
| 29. Dezember 1987      | 430 d             | Juri Romanenko                          | Saljut 6 EO-1, Sojus 38, Sojus TM-2/Sojus TM-3 |                                                                                     |
| 26. Mai 1991           | 541 d             | Mussa Manarow                           | Sojus TM-4/Sojus TM-6, Sojus TM-11 |                                                                                     |
| 22. März 1995          | 678 d             | Waleri Poljakow                         | Sojus TM-6/Sojus TM-7, Sojus TM-18/Sojus TM-20 |                                                                                     |
| 28. August 1999        | 747 d             | Sergei Awdejew                          | Sojus TM-15, Sojus TM-22, Sojus TM-28/Sojus TM-29 |                                                                                     |
| 11. Oktober 2005       | 803 d             | Sergei Krikaljow                        | Sojus TM-7, Sojus TM-12/Sojus TM-13, STS-60, STS-88, ISS-Expedition 1: Sojus TM-31/STS-102, ISS-Expedition 11: Sojus TMA-6                                                               |                                                                                     |
| 12. September 2015     | 878 d             | Gennadi Padalka                         | Sojus TM-28, ISS-Expedition 9: Sojus TMA-4, ISS-Expedition 19/20, ISS-Expedition 31/32, ISS-Expedition 43/44                                                                             | Mensch, der mit am meisten Geburtstage im All verbracht hat: 2004, 2009, 2012, 2015 |
| 23. September 2024     | 1110 d            | Oleg Kononenko                          | ISS-Expedition 17: Sojus TMA-12, ISS-Expedition 30/31: Sojus TMA-03M, ISS-Expedition 44/45: Sojus TMA-17M, ISS-Expedition 57/58/59: Sojus MS-11, ISS-Expedition 70/71: Sojus MS-24/MS-25 | Mensch, der mit am meisten Geburtstage im All verbracht hat: 2008, 2012, 2019, 2024 |

Quelle: 

### Längster Raumflug

#### Derzeitige Rangliste
| Dauer    | Name                                              | Mission                                                      | Start und Landung                         |
| -------- | ------------------------------------------------- | ------------------------------------------------------------ | ----------------------------------------- |
| 437 Tage | Waleri Poljakow                                   | Mir LD-4: Sojus TM-18/Sojus TM-20                            | 8. Januar 1994 bis 22. März 1995          |
| 379 Tage | Sergei Awdejew                                    | Mir EO-26/-27: Sojus TM-28/Sojus TM-29                       | 13. August 1998 bis 28. August 1999       |
| 373 Tage | Oleg Kononenko, Nikolai Tschub                    | Sojus MS-24/ISS-Expedition 70, Sojus MS-25/ISS-Expedition 71 | 15. September 2023 bis 23. September 2024 |
| 370 Tage | Sergei Prokopjew, Dmitri Petelin, Francisco Rubio | Sojus MS-22/ISS-Expedition 67 bis 69                         | 21. September 2022 bis 27. September 2023 |
| 365 Tage | Wladimir Titow und Mussa Manarow                  | Mir EO-3: Sojus TM-4/Sojus TM-6                              | 21. Dezember 1987 bis 21. Dezember 1988   |
| 355 Tage | Pjotr Dubrow und Mark Vande Hei                   | Sojus MS-18/ISS-Expedition 65/66                             | 9. April 2021 bis 30. März 2022           |
| 340 Tage | Scott Kelly und Michail Kornijenko                | ISS-Expedition 43 bis 46                                     | 27. März 2015 bis 2. März 2016            |

#### Historie
| Dauer      | Name                                                 | Mission                              | Start und Landung                   | Bemerkung                                                               |
| ---------- | ---------------------------------------------------- | ------------------------------------ | ----------------------------------- | ----------------------------------------------------------------------- |
| 1 h 48 min | Juri Gagarin                                         | Wostok 1                             | 12. April 1961                      | erster Raumflug                                                         |
| 1 d 1 h    | German Titow                                         | Wostok 2                             | 6. August–7. August 1961            |                                                                         |
| 3 d 22 h   | Andrijan Nikolajew                                   | Wostok 3                             | 11. August–15. August 1962          |                                                                         |
| 4 d 23 h   | Waleri Bykowski                                      | Wostok 5                             | 14. Juni–19. Juni 1963              | immer noch längster Soloflug der Raumfahrgeschichte *                   |
| 7 d 22 h   | Gordon Cooper und Pete Conrad                        | Gemini 5                             | 21. August–29. August 1965          |                                                                         |
| 13 Tage    | Frank Borman und Jim Lovell                          | Gemini 7                             | 4. Dezember–18. Dezember 1965       |                                                                         |
| 17 Tage    | Andrijan Nikolajew, Witali Sewastjanow               | Sojus 9                              | 1. Juni–19. Juni 1970               | letzter Dauerrekord, der komplett in einem Raumschiff aufgestellt wurde |
| 23 Tage    | Georgi Dobrowolski, Wiktor Pazajew, Wladislaw Wolkow | Sojus 11                             | 6. Juni–29. Juni 1971               | erster in einer Raumstation aufgestellter Dauerrekord                   |
| 28 Tage    | Pete Conrad, Paul Weitz, Joseph Kerwin               | Skylab 2                             | 25. Mai–22. Juni 1973               |                                                                         |
| 59 Tage    | Alan Bean, Jack Lousma, Owen Garriott                | Skylab 3                             | 28. Juli–25. September 1973         |                                                                         |
| 84 Tage    | Gerald Carr, William Pogue, Edward Gibson            | Skylab 4                             | 16. November 1973–8. Februar 1974   |                                                                         |
| 96 Tage    | Juri Romanenko und Georgi Gretschko                  | Saljut 6 EO-1: Sojus 26/Sojus 27     | 10. Dezember 1977–16. März 1978     |                                                                         |
| 139 Tage   | Wladimir Kowaljonok und Alexander Iwantschenkow      | Saljut 6 EO-2: Sojus 29/Sojus 31     | 15. Juni–2. November 1978           |                                                                         |
| 175 Tage   | Wladimir Ljachow, Waleri Rjumin                      | Saljut 6 EO-3: Sojus 32/Sojus 34     | 25. Februar–19. August 1979         |                                                                         |
| 184 Tage   | Leonid Popow, Waleri Rjumin                          | Saljut 6 EO-4: Sojus 35/Sojus 37     | 9. April–11. Oktober 1980           |                                                                         |
| 211 Tage   | Anatoli Beresowoi und Walentin Lebedew               | Saljut 7 EO-1: Sojus T-5/Sojus T-7   | 13. Mai–10. Dezember 1982           |                                                                         |
| 236 Tage   | Leonid Kisim, Wladimir Solowjow, Oleg Atkow          | Saljut 7 EO-3: Sojus T-10/Sojus T-11 | 8. Februar–2. Oktober 1984          |                                                                         |
| 326 Tage   | Juri Wiktorowitsch Romanenko                         | Mir LD-1: Sojus TM-2/Sojus TM-3      | 5. Februar–29. Dezember 1987        |                                                                         |
| 365 Tage   | Wladimir Titow und Mussa Manarow                     | Mir EO-3: Sojus TM-4/Sojus TM-6      | 21. Dezember 1987–21. Dezember 1988 |                                                                         |
| 437 Tage   | Waleri Poljakow                                      | Mir LD-4: Sojus TM-18/Sojus TM-20    | 8. Januar 1994–22. März 1995        |                                                                         |

* Anmerkung zu Wostok 5: Davon 2 Tage und 23 Stunden zeitgleich mit Wostok 6 im All. Die längste Zeit allein im All verbrachte Georgi Timofejewitsch Beregowoi mit Sojus 3: 3 Tage und 23 Stunden vom 26. bis 30. Oktober 1968

### Längste Zeit auf dem Mond
Berücksichtigt wird die Zeit vom Aufsetzen der Mondfähre bis zu ihrem Abheben.
| Dauer       | Name                            | Mission   | Landung und Start              |
| ----------- | ------------------------------- | --------- | ------------------------------ |
| 74 h 59 min | Eugene Cernan, Harrison Schmitt | Apollo 17 | 11. Dezember–14. Dezember 1972 |
| 71 h 02 min | John Young, Charles Duke        | Apollo 16 | 21. April–24. April 1972       |
| 65 h 55 min | David Scott, James Irwin        | Apollo 15 | 31. Juli–2. August 1971        |
| 33 h 30 min | Alan Shepard, Edgar Mitchell    | Apollo 14 | 5. Februar–6. Februar 1971     |
| 31 h 31 min | Pete Conrad, Alan Bean          | Apollo 12 | 19. November–21. November 1969 |
| 21 h 36 min | Neil Armstrong, Buzz Aldrin     | Apollo 11 | 20. Juli–21. Juli 1969         |

## Anzahl Raumflüge

### Rangliste nach Anzahl der Weltraummissionen
- 7 Raumflüge: Jerry Ross (seit April 2002), Franklin Chang-Díaz (seit Juni 2002)
- 6 Raumflüge: John Young (seit November 1983), Story Musgrave (seit November 1996), Curtis Brown (seit Dezember 1999), Jim Wetherbee (seit November 2002), Michael Foale (seit Oktober 2003), Sergei Krikaljow (seit April 2005), Juri Malentschenko (seit Dezember 2015), Michael López-Alegría (seit Januar 2024)

Würde man die Anzahl der Raumflug-Starts nehmen, hätte als erster John Young sieben Raumflüge absolviert, da er einen Raumflug von der Mondoberfläche gestartet hat. Alle Astronauten, die auf dem Mond gelandet sind, hätten dementsprechend einen Raumflug mehr.
Von den Raumfahrern der Gastnationen (nicht Sowjetunion/Russland, USA oder China) hält der Japaner Kōichi Wakata mit fünf Raumflügen den Rekord.

### Geschichte
| Anzahl | Datum              | Name                        | Mission              | Bemerkung |
| ------ | ------------------ | --------------------------- | -------------------- | --- |
| 2      | 23. März 1965      | Gus Grissom                 | Gemini 3             | Grissoms erster Raumflug war suborbital; erster Raumfahrer, der zwei Raumschifftypen steuerte; erster Raumfahrer, der zweimal Kommandant einer Weltraummission war                                                      |
| 2      | 21. August 1965    | Gordon Cooper               | Gemini 5             | erster Mensch zum zweiten Mal in Erdumlaufbahn |
| 2      | 15. Dezember 1965  | Walter Schirra              | Gemini 6             | |
| 2      | 3. Juni 1966       | Tom Stafford                | Gemini 9             | erster Raumfahrer, der zweimal den gleichen Raumschifftyp steuert |
| 2      | 18. Juli 1966      | John Young                  | Gemini 10            | |
| 2      | 12. September 1966 | Pete Conrad                 | Gemini 11            | |
| 2      | 11. November 1966  | Jim Lovell                  | Gemini 12            | |
| 2      | 23. April 1967     | Wladimir Komarow            | Sojus 1              | erster Kosmonaut mit zwei Einsätzen, bei Landung tödlich verunglückt |
| 3      | 11. Oktober 1968   | Walter Schirra              | Apollo 7             | erster Mensch, der drei verschiedene Raumschifftypen steuerte und einziger Mensch, der an Mercury-, Gemini- und Apollo- Missionen aktiv teilgenommen hat; erster Raumfahrer, der drei Mal Kommandant einer Mission war. |
| 3      | 21. Dezember 1968  | Jim Lovell                  | Apollo 8             | |
| 3      | 18. Mai 1969       | Tom Stafford und John Young | Apollo 10            | |
| 3      | 14. November 1969  | Pete Conrad                 | Apollo 12            | |
| 4      | 11. April 1970     | Jim Lovell                  | Apollo 13            | erster Mensch, der ein zweites Mal zum Mond flog |
| 4      | 16. April 1972     | John Young                  | Apollo 16            | als erster Mensch das zweite Mal im Mondorbit |
| 4      | 25. Mai 1973       | Pete Conrad                 | Skylab 2             | |
| 4      | 15. Juli 1975      | Tom Stafford                | Apollo-Sojus-Projekt | |
| 5      | 12. April 1981     | John Young                  | STS-1                | erster Mensch, der vier verschiedene Raumfahrzeugtypen steuerte und einziger Mensch, der an Gemini-, Apollo- und STS-Missionen teilgenommen hat                                                                         |
| 6      | 28. November 1983  | John Young                  | STS-9                | erster Mensch, der vier Mal Kommandant einer Mission war |
| 6      | 19. November 1996  | Story Musgrave              | STS-80               | |
| 6      | 2. Juni 1998       | Franklin Chang-Díaz         | STS-91               | |
| 6      | 4. Dezember 1998   | Jerry Ross                  | STS-88               | |
| 6      | 20. Dezember 1999  | Curtis Brown                | STS-103              | |
| 7      | 8. April 2002      | Jerry Ross                  | STS-110              | |
| 7      | 5. Juni 2002       | Franklin Chang-Díaz         | STS-111              | |

## Weltraumausstiege (EVAs)

### Die meisten EVAs
| Anzahl | Gesamtdauer | Name                  | Land           | Jahre     | Raumstation                                   |
| ------ | ----------- | --------------------- | -------------- | --------- | --------------------------------------------- |
| 16     | 78 h 48 min | Anatoli Solowjow      | UdSSR/Russland | 1990–1998 | Mir                                           |
| 10     | 67 h 40 min | Michael López-Alegría | USA            | 2000–2007 | ISS                                           |
| 10     | 61 h 10 min | Robert Behnken        | USA            | 2008–2020 | ISS                                           |
| 10     | 60 h 21 min | Peggy Whitson         | USA            | 2002–2017 | ISS                                           |
| 10     | 54 h 51 min | Christopher Cassidy   | USA            | 2009–2020 | ISS                                           |
| 10     | 41 h 00 min | Sergei Awdejew        | Russland       | 1992–1999 | Mir                                           |
| 10     | 31 h 49 min | Alexander Serebrow    | UdSSR/Russland | 1990–1993 | Mir                                           |
| 9      | 61 h 48 min | Andrew Feustel        | USA            | 2009–2018 | Space Shuttle (Hubble-Teleskopreparatur), ISS |
| 9      | 59 h 28 min | Fjodor Jurtschichin   | Russland       | 2007–2017 | ISS                                           |
| 9      | 59 h 28 min | Shane Kimbrough       | USA            | 2008–2021 | ISS                                           |
| 9      | 58 h 18 min | Jerry Ross            | USA            | 1985–2002 | ISS                                           |
| 9      | 48 h 37 min | Mike Fincke           | USA            | 2004–2011 | ISS                                           |
| 9      | 42 h 32 min | Juri Onufrijenko      | Russland       | 1996–2002 | Mir, ISS                                      |
| 9      | 37 h 46 min | Wladimir Deschurow    | Russland       | 1995–2001 | Mir, ISS                                      |
| 8      | 58 h 30 min | John Grunsfeld        | USA            | 1999–2009 | Space Shuttle (Hubble)                        |
| 8      | 44 h 25 min | Nikolai Budarin       | Russland       | 1995–1998 | Mir                                           |
| 8      | 41 h 26 min | Sergei Krikaljow      | UdSSR/Russland | 1991–2005 | Mir, ISS                                      |
| 8      | 31 h 40 min | Leonid Kisim          | UdSSR          | 1984–1986 | Saljut 7                                      |
| 8      | 31 h 38 min | Wladimir Solowjow     | UdSSR          | 1984–1986 | Saljut 7                                      |

### Die größte EVA-Erfahrung
Für die Dauer eines Weltraumausstiegs gibt es unterschiedliche Definitionen, so dass es zu Abweichungen von anderen Quellen kommen kann.
| Gesamtdauer | Anzahl | Name                  | Land           | Jahre     | Bemerkung                   |
| ----------- | ------ | --------------------- | -------------- | --------- | --------------------------- |
| 78 h 48 min | 16     | Anatoli Solowjow      | UdSSR/Russland | 1990–1998 | Mir                         |
| 67 h 40 min | 10     | Michael López-Alegría | USA            | 2000–2007 | ISS                         |
| 61 h 48 min | 09     | Andrew Feustel        | USA            | 2009–2018 | Space Shuttle (Hubble), ISS |
| 61 h 10 min | 10     | Robert Behnken        | USA            | 2008–2020 | ISS                         |
| 60 h 21 min | 10     | Peggy Whitson         | USA            | 2002–2017 | ISS                         |
| 59 h 28 min | 09     | Fjodor Jurtschichin   | Russland       | 2007–2017 | ISS                         |
| 59 h 28 min | 09     | Shane Kimbrough       | USA            | 2008–2021 | ISS                         |
| 58 h 30 min | 08     | John Grunsfeld        | USA            | 1999–2009 | Space Shuttle (Hubble)      |
| 58 h 18 min | 09     | Jerry Ross            | USA            | 1985–2002 | Space Shuttle, ISS          |
| 54 h 51 min | 10     | Christopher Cassidy   | USA            | 2008–2020 | ISS                         |

Der Raumfahrer mit der meisten EVA-Erfahrung, der nicht aus Russland (bzw. der Sowjetunion) oder den USA kommt, ist der Franzose Thomas Pesquet, der es bei sechs Ausstiegen auf 39 Stunden und 54 Minuten  brachte. Der Deutsche Thomas Reiter hat nach drei Ausstiegen 14 Stunden und 15 Minuten EVA-Erfahrung. Auf dem 5. Platz der Liste liegt Peggy Whitson mit 60 Stunden und 21 Minuten und ist damit die erstplatzierte Frau.

### Dauer einzelner Weltraumausstiege

#### Derzeitige Rangliste
| Dauer      | Name                                        | Datum             | Mission           | Bemerkung                                                                    |
| ---------- | ------------------------------------------- | ----------------- | ----------------- | ---------------------------------------------------------------------------- |
| 8 h 56 min | James Voss und Susan Helms                  | 11. März 2001     | STS-102           | Arbeiten an der ISS                                                          |
| 8 h 29 min | Pierre Thuot, Thomas Akers und Richard Hieb | 13. Mai 1992      | STS-49            | Reparatur eines Intelsat-Satelliten, bisher einzige EVA mit drei Astronauten |
| 8 h 17 min | Akihiko Hoshide und Sunita Williams         | 30. August 2012   | ISS-Expedition 32 | Arbeiten an der ISS                                                          |
| 8 h 15 min | Steven Smith und John Grunsfeld             | 22. Dezember 1999 | STS-103           | Reparatur des Hubble-Weltraumteleskops                                       |
| 8 h 13 min | Alexander Missurkin und Anton Schkaplerow   | 2. Februar 2018   | ISS-Expedition 54 | Arbeiten an der ISS                                                          |
| 8 h 10 min | Michael Foale und Claude Nicollier          | 23. Dezember 1999 | STS-103           | Reparatur des Hubble-Weltraumteleskops                                       |
| 8 h 08 min | Steven Smith und John Grunsfeld             | 24. Dezember 1999 | STS-103           | Reparatur des Hubble-Weltraumteleskops                                       |
| 8 h 07 min | Michael Fincke und Andrew Feustel           | 22. Mai 2011      | STS-134           | Arbeiten an der ISS                                                          |
| 8 h 07 min | Oleg Kotow und Sergei Rjasanski             | 28. Dezember 2013 | ISS-Expedition 38 | Arbeiten an der ISS                                                          |
| 8 h 03 min | Douglas Wheelock und Tracy Caldwell Dyson   | 7. August 2010    | ISS-Expedition 24 | Arbeiten an der ISS                                                          |
| 8 h 02 min | Michael Massimino und Michael Good          | 17. Mai 2009      | STS-125           | Reparatur des Hubble-Weltraumteleskops                                       |

#### Historie
| Dauer      | Name                                        | Datum              | Mission   | Bemerkung                                  |
| ---------- | ------------------------------------------- | ------------------ | --------- | ------------------------------------------ |
| 0 h 24 min | Alexei Leonow                               | 18. März 1965      | Woschod 2 | Erster Ausstieg in den Weltraum            |
| 2 h 07 min | Eugene Cernan                               | 5. Juni 1966       | Gemini 9  |                                            |
| 2 h 08 min | Richard Gordon                              | 14. September 1966 | Gemini 11 |                                            |
| 2 h 29 min | Buzz Aldrin                                 | 12. November 1966  | Gemini 12 | In der offenen Luke stehend (Stand-Up-EVA) |
| 2 h 31 min | Neil Armstrong und Buzz Aldrin              | 21. Juli 1969      | Apollo 11 | erster Mondausflug                         |
| 3 h 56 min | Pete Conrad und Alan Bean                   | 19. November 1969  | Apollo 12 |                                            |
| 4 h 47 min | Alan Shepard und Edgar Mitchell             | 5. Februar 1971    | Apollo 14 |                                            |
| 6 h 32 min | David Scott und James Irwin                 | 31. Juli 1971      | Apollo 15 |                                            |
| 7 h 12 min | David Scott und James Irwin                 | 1. August 1971     | Apollo 15 |                                            |
| 7 h 23 min | John Young und Charles Duke                 | 22. April 1972     | Apollo 16 |                                            |
| 7 h 36 min | Eugene Cernan und Harrison Schmitt          | 13. Dezember 1972  | Apollo 17 |                                            |
| 8 h 29 min | Pierre Thuot, Thomas Akers und Richard Hieb | 13. Mai 1992       | STS-49    |                                            |
| 8 h 56 min | James Voss und Susan Helms                  | 11. März 2001      | STS-102   |                                            |

Diese Aufstellung lässt sich in drei Phasen einteilen.
In der ersten Phase 1965/1966 verließen Raumfahrer ihr Raumschiff in der Erdumlaufbahn, um erste Erfahrungen bei Weltraumausstiegen zu sammeln. Probleme bereiteten vor allem die Bewegungen in der Schwerelosigkeit und die Klimatisierung der Raumanzüge.
In der zweiten Phase von 1969 bis 1972 lagen die Mondlandungen. Die Ausstiege erfolgten nicht in der Schwerelosigkeit, sondern in der verringerten Schwerkraft des Mondes. Verbesserte Lebenserhaltungssysteme in den Raumanzügen erlaubten einen Aufenthalt von über sieben Stunden außerhalb der Mondfähre.
In der derzeitigen Phase der Raumfahrt dienen Weltraumausstiege meist zur Kontrolle, Aufbau und Reparatur von Raumstationen oder Satelliten. Die anfallenden Arbeiten dauern mehrere Stunden und werden weniger durch die Leistungsfähigkeit der technischen Systeme als durch die körperliche Belastungsgrenze der Raumfahrer bestimmt. Insofern sind keine großen Steigerungen der EVA-Dauern zu erwarten.
Den kürzesten Ausstieg bisher führten Gennadi Iwanowitsch Padalka und Michael Reed Barratt am 10. Juni 2009 durch. Während nur 12 Minuten tauschten sie eine Luke am russischen Segment der Station aus.

## Geschwindigkeit und Entfernung

### Größte Entfernung von der Erde

#### Historie
| Entfernung | Datum              | Besatzung                                              | Raumschiff | Bemerkung |
| ---------- | ------------------ | ------------------------------------------------------ | ---------- | --- |
| 315 km     | 12. April 1961     | Juri Gagarin                                           | Wostok 1   | erster Raumflug                                                                                                |
| 336 km     | 12. Oktober 1964   | Wladimir Komarow, Konstantin Feoktistow, Boris Jegorow | Woschod 1  | |
| 475 km     | 18. März 1965      | Pawel Beljajew und Alexei Leonow                       | Woschod 2  | |
| 763 km     | 18. Juli 1966      | John Young und Michael Collins                         | Gemini 10  | nach Kopplung mit einer vorab gestarteten Raketenstufe wird das Raumschiff auf eine höhere Umlaufbahn gebracht |
| 1372 km    | 14. September 1966 | Pete Conrad und Richard Gordon                         | Gemini 11  | nach Kopplung mit einer vorab gestarteten Raketenstufe wird das Raumschiff auf eine höhere Umlaufbahn gebracht |
| 378.504 km | 24. Dezember 1968  | Frank Borman, William Anders, Jim Lovell               | Apollo 8   | erster Flug zum Mond                                                                                           |
| 401.056 km | 14. April 1970     | Jim Lovell, Fred Haise, Jack Swigert                   | Apollo 13  | Mondumrundung ohne Landung                                                                                     |

### Größte Geschwindigkeit
Nach den Gesetzen der Raumfahrtphysik sind in Umlaufbahnen die Bahngeschwindigkeit und die Bahnhöhe miteinander verknüpft: je höher die Bahn, desto geringer die Bahngeschwindigkeit. Die größte Geschwindigkeit ließe sich demnach in einer sehr tiefen Umlaufbahn erreichen. Der theoretisch höchste Wert für eine Kreisbahn beträgt ca. 7800 m/s.
Da die Bahnen jedoch nicht kreisförmig, sondern elliptisch sind, können auch höhere Geschwindigkeiten erreicht werden, die dann zu einem größeren Apogäum führen. Im Extremfall reicht das Apogäum bis zum Mond oder darüber hinaus.

#### Historie
| Geschwindigkeit | Datum              | Besatzung                                | Raumschiff      | Bemerkung |
| --------------- | ------------------ | ---------------------------------------- | --------------- | --- |
| 07844 m/s       | 12. April 1961     | Juri Gagarin                             | Wostok 1        | erster Raumflug                                                                                                |
| 07850 m/s       | 3. Oktober 1962    | Walter Schirra                           | Mercury-Atlas 8 | |
| 07892 m/s       | 18. März 1965      | Pawel Beljajew und Alexei Leonow         | Woschod 2       | |
| 08003 m/s       | 12. September 1966 | Pete Conrad und Richard Gordon           | Gemini 11       | nach Kopplung mit einer vorab gestarteten Raketenstufe wird das Raumschiff auf eine höhere Umlaufbahn gebracht |
| 10807 m/s       | 21. Dezember 1968  | Frank Borman, William Anders, Jim Lovell | Apollo 8        | während Einschuss auf Mondbahn                                                                                 |
| 11082 m/s       | 26. Mai 1969       | Tom Stafford, Eugene Cernan, John Young  | Apollo 10       | während Wiedereintritt in die Erdatmosphäre                                                                    |

### Zurückgelegte Strecke
Eine Raumstation bewegt sich mit etwa 7,7 km/s um die Erde, so dass an einem Tag etwa 660.000 km zurückgelegt werden. Somit lassen sich die Flugdauern einfach in die zurückgelegte Strecke umrechnen, und die Rangliste der Raumfahrer mit der größten zurückgelegten Strecke entspricht der Rangliste der Raumfahrer mit der größten Flugdauer. Ungenauigkeiten durch unterschiedliche Bahngeschwindigkeiten können dabei vernachlässigt werden.
Oleg Kononenko hat während seiner 1110 Tage im All – davon 1104 Tage an Bord der Internationalen Raumstation – etwa 750 Millionen Kilometer zurückgelegt. Das entspricht etwa fünfmal der Strecke von der Erde zur Sonne.

## Älteste Raumfahrer
Berücksichtigt ist das Lebensalter bei der Landung.

### Derzeitige Rangliste
| Lebensalter       | Name             | Mission           | Landedatum         | Bemerkung                                        |
| ----------------- | ---------------- | ----------------- | ------------------ | ------------------------------------------------ |
| 90 Jahre 8 Monate | Ed Dwight        | New Shepard NS-25 | 19. Mai 2024       | suborbitaler Flug, ältester Mensch beim Erstflug |
| 90 Jahre 6 Monate | William Shatner  | New Shepard NS-18 | 13. Oktober 2021   | suborbitaler Flug                                |
| 82 Jahre 5 Monate | Wally Funk       | New Shepard NS-16 | 20. Juli 2021      | suborbitaler Flug                                |
| 77 Jahre 3 Monate | John Glenn       | STS-95            | 7. November 1998   | ältester Mensch im Orbit                         |
| 70 Jahre 0 Monate | Donald Pettit    | Sojus MS-26       | 20. April 2025     | ältester Mensch mit Langzeitaufenthalt im All    |
| 63 Jahre 9 Monate | Michael Melvill  | SpaceShipOne 16P  | 29. September 2004 | suborbitaler Flug, ältester Raumfahrt-Pilot      |
| 61 Jahre 3 Monate | Story Musgrave   | STS-80            | 7. Dezember 1996   |                                                  |
| 60 Jahre 8 Monate | Dennis Tito      | Sojus TM-32       | 6. Mai 2001        |                                                  |
| 60 Jahre 5 Monate | Gregory Olsen    | Sojus TMA-7       | 11. Oktober 2005   |                                                  |
| 60 Jahre 0 Monate | Pawel Winogradow | Sojus TMA-08M     | 11. September 2013 |                                                  |

### Historische Entwicklung
| Alter Jahre/Monate | Name             | Mission            | Landedatum        | Bemerkung         |
| ------------------ | ---------------- | ------------------ | ----------------- | ----------------- |
| 27/1               | Juri Gagarin     | Wostok 1           | 12. April 1961    |                   |
| 37/5               | Alan Shepard     | Mercury-Redstone 3 | 5. Mai 1961       | suborbitaler Flug |
| 40/7               | John Glenn       | Mercury-Atlas 6    | 20. Februar 1962  |                   |
| 42/9               | Walter Schirra   | Gemini 6           | 16. Dezember 1965 |                   |
| 45/7               | Walter Schirra   | Apollo 7           | 22. Oktober 1968  |                   |
| 47/6               | Georgi Beregowoi | Sojus 3            | 30. Oktober 1968  |                   |
| 48/7               | Lew Djomin       | Sojus 15           | 28. August 1974   |                   |
| 51/4               | Deke Slayton     | ASTP               | 24. Juli 1975     |                   |
| 51/6               | Vance D. Brand   | STS-5              | 16. November 1982 |                   |
| 54/4               | William Thornton | STS-8              | 5. September 1983 |                   |
| 56/0               | William Thornton | STS-51-B           | 6. Mai 1985       |                   |
| 58/9               | Karl Henize      | STS-51-F           | 6. August 1985    |                   |
| 59/7               | Vance Brand      | STS-35             | 10. Dezember 1990 |                   |
| 61/3               | Story Musgrave   | STS-80             | 7. Dezember 1996  |                   |
| 77/3               | John Glenn       | STS-95             | 7. November 1998  |                   |
| 82/5               | Wally Funk       | New Shepard NS-16  | 20. Juli 2021     | suborbitaler Flug |
| 90/6               | William Shatner  | New Shepard NS-18  | 13. Oktober 2021  | suborbitaler Flug |
| 90/8               | Ed Dwight        | New Shepard NS-25  | 19. Mai 2024      | suborbitaler Flug |

## Die meisten Personen gleichzeitig im All
Die größte Anzahl von Raumfahrern, welche sich gleichzeitig im Weltall befanden, ist 19. Diese Zahl wurde mit einer aktuellen Expeditionsgröße der ISS von sieben Raumfahrern und nach Inbetriebnahme der chinesischen Raumstation mit drei Raumfahrern sowie mit zwei touristischen Raumflügen erreicht.

### Geschichtliche Entwicklung
Rekorde, die durch einen Suborbitalflug zustande kamen, sind kursiv dargestellt. Neue Orbitalrekorde sind auch dann aufgeführt, wenn zuvor bereits gleich viele oder mehr Menschen durch einen Suborbitalflug im Weltraum waren.
| Datum                      | Anzahl | Raumschiffe und Anzahl Raumfahrer                                             | Bemerkung |
| -------------------------- | ------ | ----------------------------------------------------------------------------- | --- |
| 12. bis 15. August 1962    | 2      | Wostok 3 (1) Wostok 4 (1)                                                     | erstmals zwei Raumschiffe gleichzeitig im All                                                                                                 |
| 12. bis 13. Oktober 1964   | 3      | Woschod 1 (3)                                                                 | erstmals mehrere Menschen in einem Raumschiff                                                                                                 |
| 15. bis 16. Dezember 1965  | 4      | Gemini 7 (2) Gemini 6 (2)                                                     | erster Doppelflug zweier Gemini-Raumschiffe                                                                                                   |
| 13. bis 16. Oktober 1969   | 7      | Sojus 6 (2) Sojus 7 (3) Sojus 8 (2)                                           | erstmals drei bemannte Raumschiffe in Erdumlaufbahn                                                                                           |
| 6. bis 11. April 1984      | 11     | Sojus T-10/Saljut 7 (3) Sojus T-11/Saljut 7 (3) STS-41-C (5)                  | STS-41-C fand gleichzeitig mit der Ablösung der Saljut-Besatzung statt.                                                                       |
| 2. bis 10. Dezember 1990   | 12     | Sojus TM-10/Mir (2) STS-35 (7) Sojus TM-11/Mir (3)                            | STS-35 fand gleichzeitig mit der Ablösung der Mir-Besatzung statt.                                                                            |
| 14. bis 18. März 1995      | 13     | Sojus TM-20/Mir (3) STS-67 (7) Sojus TM-21/Mir (3)                            | STS-67 fand gleichzeitig mit der Ablösung der Mir-Besatzung statt.                                                                            |
| 20. Juli 2021              | 14     | ISS-Expedition 65 (7) Shenzhou 12/CSS (3) New Shepard 16 (4)                  | Suborbitalflug einer New Shepard, für einige Minuten über der Kármán-Linie                                                                    |
| 16. bis 17. September 2021 | 14     | ISS-Expedition 65 (7) Shenzhou 12/CSS (3) Inspiration4 (4)                    | Shenzhou 12 dockte kurz nach dem Start von Inspiration4 von der Chinesischen Raumstation ab.                                                  |
| 11. Dezember 2021          | 19     | ISS-Expedition 66 (7) Shenzhou 13/CSS (3) Sojus MS-20 (3) New Shepard 19 (6)  | Suborbitalflug einer New Shepard, für einige Minuten über der Kármán-Linie                                                                    |
| 30. Mai 2023               | 17     | ISS-Expedition 69 (7) Shenzhou 15/CSS (3) Axiom Mission 2 (4) Shenzhou 16 (3) | Shenzhou 16 startete kurz vor dem Abkoppeln der Axiom Mission 2 von der ISS                                                                   |
| 11. bis 15. September 2024 | 19     | ISS-Expedition 71 (12) Shenzhou 18/CSS (3) Polaris Dawn (4)                   | Die beiden Besatzungsmitglieder des Testflugs Boe-CFT befanden sich wegen technischer Probleme ihres Raumschiffs unplanmäßig an Bord der ISS. |

## Die meisten Personen an Bord desselben Raumfahrzeugs
Mit der Weiterentwicklung der Raumfahrt wurden die Tragkapazitäten der Raketen größer und somit konnten mehr Personen gleichzeitig gestartet werden. Das Limit lag dabei in der Größe der Raumfahrzeugs, welches sie während des Fluges bewohnten. Mit der Entwicklung der Kopplungsadapter wurde es dann möglich, mechanische Verbindungen zwischen Raumfahrzeugen zu schaffen und so die Gesamtkapazität der verbundenen Elemente zu vergrößern. War dies bei Raumschiffen nur durch ihre Größe und ihren einen Adapter beschränkt, verhindern auf Raumstationen momentan nur Regulierungen ein Anwachsen über eine Gesamtbesatzungszahl von 13 Personen hinaus.

### Geschichtliche Entwicklung
| Datum                                 | Anzahl | Raumschiffe und Anzahl Raumfahrer                             | eingestellt | Bemerkung                                                                         |
| ------------------------------------- | ------ | ------------------------------------------------------------- | ----------- | --------------------------------------------------------------------------------- |
| 12. April 1961                        | 1      | Wostok 1 (1)                                                  | 13×         | Erster Flug eines bemannten Raumschiffes                                          |
| 12. Oktober 1964 bis 13. Oktober 1964 | 3      | Woschod 1 (3)                                                 | 2×          | Erstmals mehrere Menschen in einem Raumschiff                                     |
| 14. Januar 1969 bis 16. Januar 1969   | 4      | Sojus 4 (1) Sojus 5 (3)                                       | 0×          | Erste Kopplung zweier bemannter Raumschiffe                                       |
| 15. Juli bis 21. Juli 1975            | 5      | Sojus 19 (2) Apollo (3)                                       | 3×          | Kopplung des Apollo-Raumschiffs mit Sojus 19 im Rahmen des Apollo-Sojus-Projekts. |
| 28. November bis 08. Dezember 1983    | 6      | STS-9 (6)                                                     | 1×          | Erster Flug mit 6 Personen                                                        |
| 12. April bis 19. April 1985          | 7      | STS-51-D (7)                                                  | 2×          | Erster Flug mit 7 Personen                                                        |
| 30. Oktober bis 06. November 1985     | 8      | STS-61-A (8)                                                  | 0×          | Erster Flug mit 8 Personen                                                        |
| 29. Juni bis 04. Juli 1995            | 10     | Sojus TM-21/Mir (3) STS-71 (7)                                | 18×         | Erste Kopplung eines Space Shuttles mit der Raumstation Mir                       |
| 17. Juli 2009                         | 13     | Sojus TMA-14/Sojus TMA-15/ ISS-Expedition 20 (6), STS-127 (7) | 2×          | Erste Kopplung dreier bemannter Raumschiffe.                                      |

## Sonstiges

### Alter
- Jüngster Mensch im All: Oliver Daemen war bei seinem Suborbitalflug mit New Shepard im Juli 2021 erst 18 Jahre alt.[7]
- Jüngster Mensch im Orbit: German Titow war bei seinem Flug mit Wostok 2 erst 25 Jahre alt.
- Jüngster Kommandant eines Mehrpersonenraumschiffs: Pjotr Klimuk war beim Flug von Sojus 13 erst 31 Jahre alt.
- Jüngste Besatzung eines Mehrpersonenraumschiffs: Pjotr Klimuk und Walentin Lebedew waren beim Flug von Sojus 13 beide erst 31 Jahre alt.
- Älteste Besatzung: Die Mannschaft von Sojus TMA-7 bestand aus Waleri Tokarew (52 Jahre),  William S. McArthur (54 Jahre) und Gregory Olsen (60 Jahre), was ein Durchschnittsalter von knapp 56 Jahren ergibt.

### Zeiträume
- Kürzester Abstand zwischen zwei Raumflügen: aufgrund von technischen Problemen musste der Flug STS-83 im April 1997 vorzeitig beendet werden. Die NASA wiederholte den Flug als STS-94 mit derselben Besatzung, wodurch die Astronauten Halsell, Still-Kilrain, Voss, Thomas, Gernhardt, Crouch und Linteris nur 84 Tage nach ihrer Landung erneut ins All starteten.
- Längste Zeit zwischen zwei Raumflügen: zwischen den beiden Raumflügen von John Glenn mit Mercury-Atlas 6 und STS-95 vergingen 36 Jahre.
- Raumfahrer mit der wenigsten Gesamtzeit auf Orbitalflügen: Juri Gagarin mit 1 h 48 min bei nur einem Flug
- Raumfahrer mit der wenigsten Gesamtzeit auf mehreren Orbitalflügen: Wladimir Komarow mit 2 d, 3 h, 4 min bei zwei Flügen
- Längste Zeit zwischen Auswahl und Raumflug: Leonid Kadenjuk wurde 1976 als sowjetischer Kosmonaut ausgewählt, flog aber erst 21 Jahre und 3 Monate später, im November 1997, mit STS-87 ins All, inzwischen als ukrainischer Staatsbürger in einer amerikanischen Raumfähre.
- Längste ununterbrochene Raumfahrerkarriere: Zwischen dem ersten und dem vierten Raumflug von Waleri Rjumin lagen 20 Jahre und 8 Monate.
- Längster Zeitraum mit mindestens einem Menschen im All: Seit dem 31. Oktober 2000 7:52:47 UTC befand sich immer mindestens ein Mensch im Weltraum. Dies ist seit dem 23. Oktober 2010 die längste Zeitspanne, in denen mindestens ein Mensch im Weltraum war. Sie beträgt aktuell 9049 Tage. Der vorherige Rekordzeitraum von 3644 Tagen lag zwischen dem Start von Sojus TM-8 am 5. September 1989 und der Landung von Sojus TM-29 am 28. August 1999.
- Letztmalig kein Mensch im All: Die 6 Tage, 10 Stunden und 53 Minuten zwischen der Landung von STS-92 am 24. und dem Start von Sojus TM-31 am 31. Oktober 2000 waren der bisher letzte Zeitraum, in dem sich kein Mensch im All befand.

### Raumschiffe und Raumstationen
- Erster Raumfahrer, der zwei Raumschifftypen steuerte: Gus Grissom flog Mercury-Redstone 4 (1961) und Gemini 3 1964.
- Erster Raumfahrer, der drei Raumschifftypen steuerte: Walter Schirra flog Mercury-Atlas 8 (1963), Gemini 6 (1966) und Apollo 7 (1968).
- Erster Raumfahrer, der vier Raumschifftypen steuerte: John Young flog Gemini 3 (1964), Apollo 10 (1969), Apollo 16 (Lunar Module) (1972) und STS-1 (1981).
- Erste Raumfahrer, die innerhalb eines Raumfluges zwei Raumstationen besuchten: Leonid Kisim und Wladimir Solowjow flogen 1986 mit Sojus T-15 zuerst zur Raumstation Mir, dann zur Raumstation Saljut 7 und brachten Ausrüstungsgegenstände von dort zur Mir.
- Längste Kopplung eines bemannten Raumschiffs an einer Raumstation: SpaceX Crew-8 an der ISS (2024), 235 Tage.

### Internationales
- Erster Raumfahrer, der von zwei verschiedenen Ländern aus startete: Sergei Krikaljow war im Februar 1994 bei STS-60 der erste russische Raumfahrer an Bord eines amerikanischen Space Shuttle. Zuvor hatte er schon als Sowjet-Kosmonaut zwei Raumflüge mit Sojus-Raumschiffen durchgeführt.

### Nichtstaatliche Raumfahrt
- Erster Weltraumtourist: Dennis Tito konnte am 28. April 2001 an Bord von Sojus TM-32 zu einem Kurzzeitaufenthalt an Bord der Internationalen Raumstation starten.
- Erster Raumflug mit einem privat betriebenen Raumschiff: Michael Melvill flog am 21. Juni 2004 das SpaceShipOne der Firma Scaled Composites auf eine Höhe von 100.095 Meter und erreichte damit den Weltraum.
- Erster orbitaler Raumflug in einem privat betriebenen Raumschiff: Douglas Hurley und Robert Behnken mit der Mission SpX-DM2 am 30. Mai 2020.
- Erster privater Weltraumausstieg: Jared Isaacman während der Mission Polaris Dawn am 12. September 2024.

### Technisches
- Erste Probenrückführung von einem anderen Himmelskörper: Während des Mondaufenthaltes von Apollo 11 (20. Juli 1969, 13:32 h bis 21. Juli 1969, 17:54 h UTC) wurden 21,6 kg Mondgestein gesammelt und anschließend zur Erde zurückgebracht.
- Erste Automobilfahrt auf einem anderen Himmelskörper: Das Lunar Roving Vehicle (LRV) wurde zum ersten Mal bei der Mission Apollo 15, am 31. Juli 1971, 13:13 h UTC, eingesetzt.